# Dolerofanite
La dolerofanite è un minerale.